# The Silent Natural
The Silent Natural è un film del 2019 diretto da David Risotto.
Film sportivo e biografico sulla storia del primo giocatore di baseball nato con la sordità, Dummy Hoy, con protagonisti Miles Barbee, Sheree J. Wilson e Anne Lockhart.